# Mammillaria grahamii
Mammillaria grahamii là một loài thực vật có hoa trong họ Cactaceae. Loài này được Engelm. mô tả khoa học đầu tiên năm 1856.

## Hình ảnh

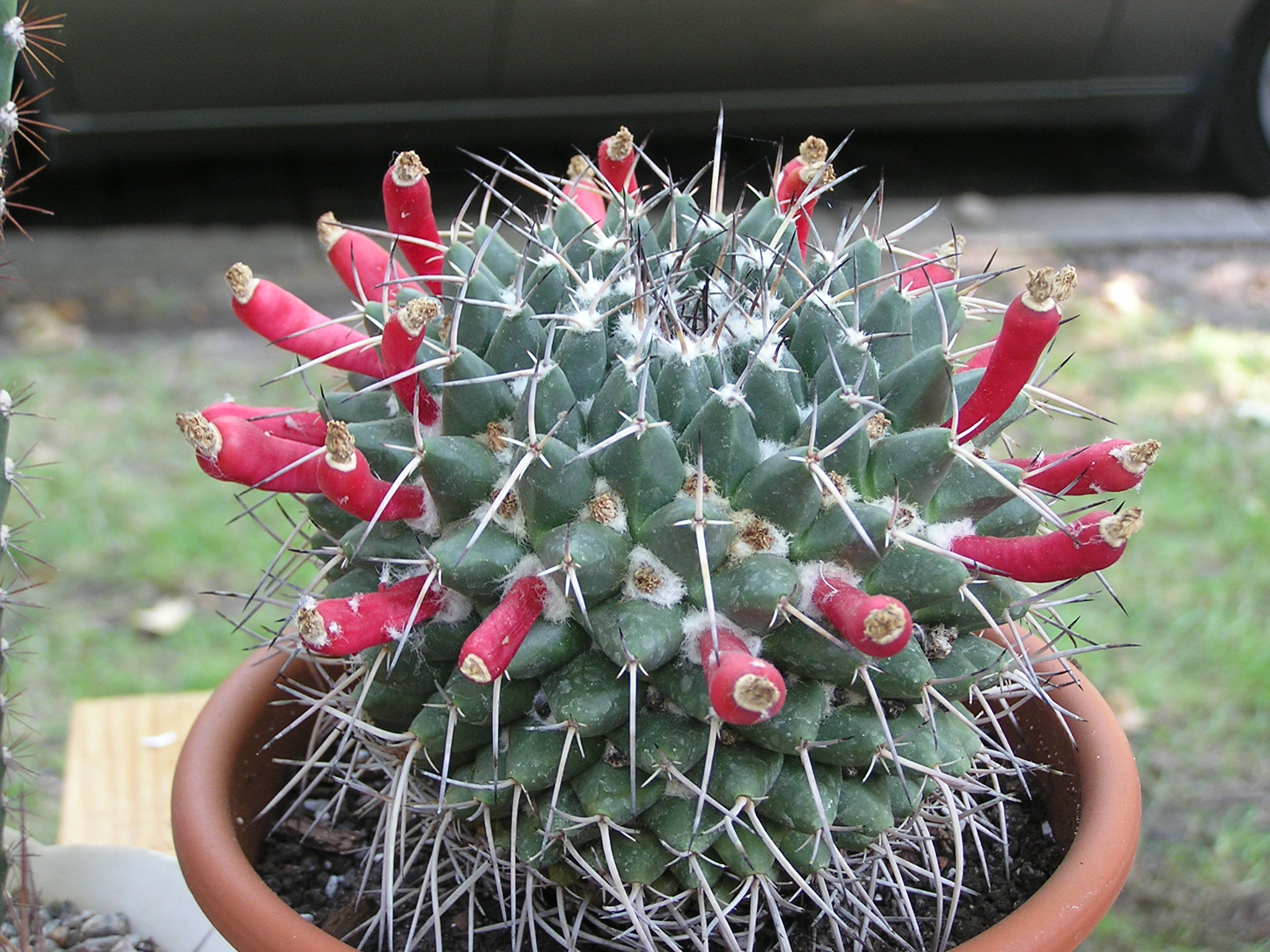
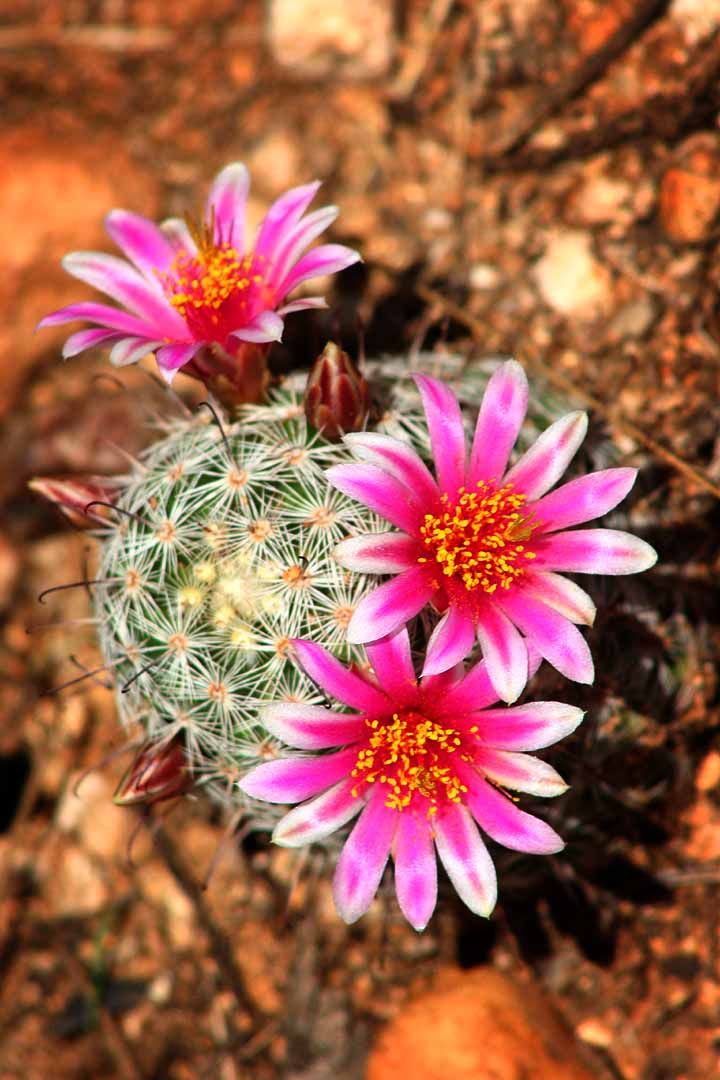
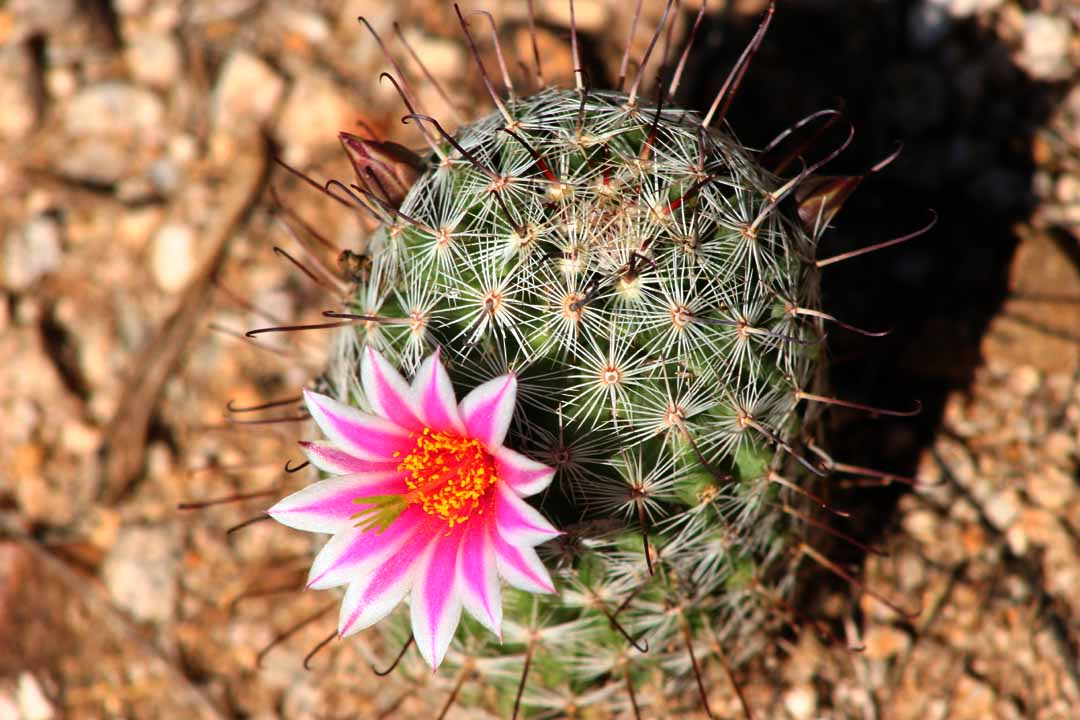
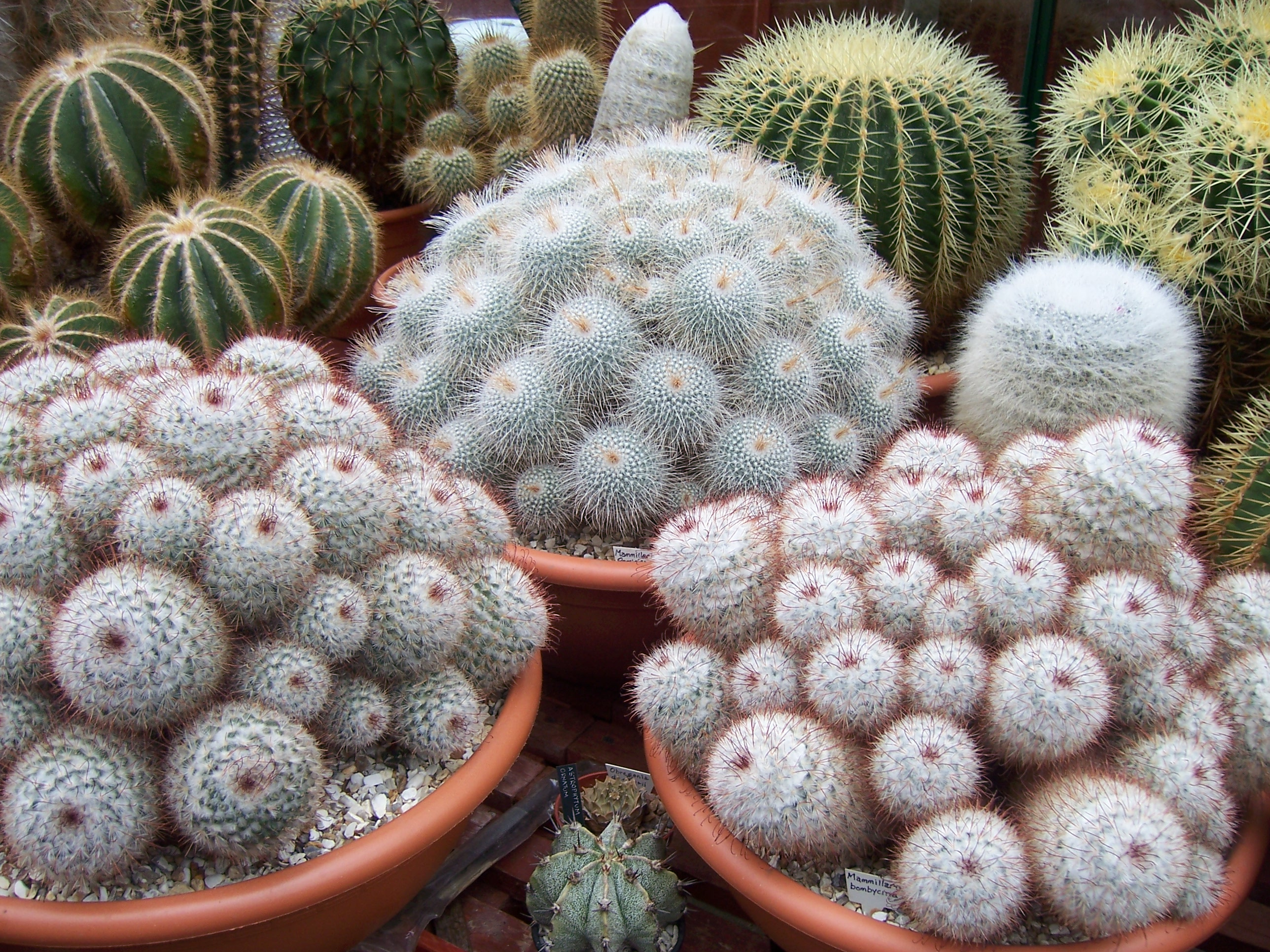